# جاكير
جاكير هي الأرض الممنوحة في شبه القارة الهندية في ظل نظام إقطاع الأراضي. وكان ذلك معروفا منذ بداية القرن الثالث عشر حيث منحت الدولة سلطة تحصيل الضرائب في منطقة ما إلى من يدعى الزميندار.